# Lollipop Monster
Lollipop Monster – niemiecki film dramatyczny w reżyserii Ziski Riemann.

## Opis fabuły
Dwie dziewczyny Ari (Jella Haase) i Oona (Sarah Horvath) postanawiają uciec ze swoich domów i poczuć wolność. 

## Obsada
- Jella Haase jako Ariane
- Sarah Horvath jako Oona
- Nicolette Krebitz jako Kristina
- Thomas Wodianka jako Lukas
- Sandra Borgmann jako Marie
- Rainer Sellien jako Volker
- Fritz Hammel jako Boris
- Janusz Kocaj jako Konas

## Nagrody i nominacje
Berlinale 2011
- Nagroda Femina – Julia Brandes

Lato filmów
- nominacja: Nagroda jury konkursu na film z najlepszym scenariuszem – Udział w konkursie głównym Luci Van Org, Ziska Riemann

Karlowe Wary 2011
- Nagroda Don Kichota – wyróżnienie specjalne (Ziska Riemann)
- nominacja: Kryształowy Globus – udział w konkursie głównym (Ziska Riemann)